# Ancient Dreams in a Modern Land Tour
Ancient Dreams in a Modern Land Tour foi a quinta turnê da cantora galesa Marina, em apoio ao seu quinto álbum de estúdio Ancient Dreams in a Modern Land (2021). A excursão foi oficialmente anunciada em 11 de junho de 2021 e percorreu a América do Norte, América Latina e Europa, começando em 2 de fevereiro de 2022 no SF Masonic Auditorium em São Francisco, Califórnia, e terminando em 18 de novembro de 2022 no Autódromo Hermanos Rodriguez na Cidade do México, México, totalizando 34 concertos. A turnê foi promovida pela Live Nation Entertainment.

## Repertório
O repertório abaixo é constituído da apresentação feita em 22 de fevereiro de 2022 na Filadélfia, não sendo representativo de todas as apresentações.
1. "Ancient Dreams in a Modern Land"
2. "Venus Fly Trap"
3. "Froot"
4. "Man's World"
5. "Are You Satisfied?"
6. "I Am Not a Robot"
7. "Oh No!"
8. "Purge the Poison"
9. "Handmade Heaven"
10. "Hollywood"
11. "Happy"
12. "Forget"
13. "Can't Pin Me Down"
14. "Teen Idle"
15. "Highly Emotional People"
16. "I Love You but I Love Me More"
17. "How to Be a Heartbreaker"
18. "Bubblegum Bitch"
Bis
19. "Goodbye"

- Durante o show realizado no Orpheum Theatre em Minneapolis, "Pink Convertible" foi apresentada entre "Can't Pin Me Down" e "Teen Idle".
- Durante a apresentação feita no Stage AE em Pittsburgh, "To Be Human" foi apresentada no lugar de "Handmade Heaven".
- Durante o concerto feito no Terminal 5 em Nova York, "Primadonna" foi apresentada após "Goodbye".

## Datas
| Data                       | Cidade                     | País                       | Local                        | Ato(s) de abertura         | Público                    | Receita                    |
| Etapa 1 — América do Norte | Etapa 1 — América do Norte | Etapa 1 — América do Norte | Etapa 1 — América do Norte   | Etapa 1 — América do Norte | Etapa 1 — América do Norte | Etapa 1 — América do Norte |
| -------------------------- | -------------------------- | -------------------------- | ---------------------------- | -------------------------- | -------------------------- | -------------------------- |
| 2 de fevereiro de 2022     | São Francisco              | Estados Unidos             | SF Masonic Auditorium        | Tove Styrke                | —                          | —                          |
| 5 de fevereiro de 2022     | Portland                   | Estados Unidos             | Keller Auditorium            | Tove Styrke                | —                          | —                          |
| 7 de fevereiro de 2022     | Seattle                    | Estados Unidos             | Paramount Theatre            | Tove Styrke                | —                          | —                          |
| 11 de fevereiro de 2022    | Denver                     | Estados Unidos             | Paramount Theatre            | Tove Styrke                | —                          | —                          |
| 14 de fevereiro de 2022    | Minneapolis                | Estados Unidos             | Orpheum Theatre              | Tove Styrke                | —                          | —                          |
| 15 de fevereiro de 2022    | Chicago                    | Estados Unidos             | Teatro Chicago               | Tove Styrke                | —                          | —                          |
| 17 de fevereiro de 2022    | Detroit                    | Estados Unidos             | The Fillmore Detroit         | Tove Styrke                | —                          | —                          |
| 19 de fevereiro de 2022    | Pittsburgh                 | Estados Unidos             | Stage AE                     | Tove Styrke                | —                          | —                          |
| 21 de fevereiro de 2022    | Boston                     | Estados Unidos             | Orpheum Theatre              | Tove Styrke                | —                          | —                          |
| 22 de fevereiro de 2022    | Filadélfia                 | Estados Unidos             | Metropolitan Opera House     | Tove Styrke                | —                          | —                          |
| 24 de fevereiro de 2022    | Washington, D.C.           | Estados Unidos             | The Anthem                   | Tove Styrke                | —                          | —                          |
| 25 de fevereiro de 2022    | Nova Iorque                | Estados Unidos             | Terminal 5                   | Tove Styrke                | —                          | —                          |
| 26 de fevereiro de 2022    | Nova Iorque                | Estados Unidos             | Terminal 5                   | Pussy Riot                 | —                          | —                          |
| 28 de fevereiro de 2022    | Atlanta                    | Estados Unidos             | Coca-Cola Roxy               | Pussy Riot                 | —                          | —                          |
| 1 de março de 2022         | Nashville                  | Estados Unidos             | Ryman Auditorium             | Pussy Riot                 | —                          | —                          |
| 3 de março de 2022         | Houston                    | Estados Unidos             | Bayou Music Center           | Pussy Riot                 | —                          | —                          |
| 4 de março de 2022         | Austin                     | Estados Unidos             | Moody Theater                | Pussy Riot                 | —                          | —                          |
| 5 de março de 2022         | Dallas                     | Estados Unidos             | The Bomb Factory             | Pussy Riot                 | —                          | —                          |
| 9 de março de 2022         | Inglewood                  | Estados Unidos             | YouTube Theater              | Pussy Riot                 | —                          | —                          |
| Etapa 2 — América do Sul   |                            |                            |                              |                            |                            |                            |
| 18 de março de 2022        | Buenos Aires               | Argentina                  | Hipódromo de San Isidro      | —                          | —                          | —                          |
| 19 de março de 2022        | Santiago                   | Chile                      | Parque Bicentenario          | —                          | —                          | —                          |
| 25 de março de 2022        | São Paulo                  | Brasil                     | Autódromo de Interlagos      | —                          | —                          | —                          |
| 26 de março de 2022        | Bogotá                     | Colômbia                   | Campo de Golf Briceño 18     | —                          | —                          | —                          |
| Etapa 3 — Europa           |                            |                            |                              |                            |                            |                            |
| 9 de maio de 2022          | Copenhague                 | Dinamarca                  | Vega                         | Maeve                      | —                          | —                          |
| 12 de maio de 2022         | Haia                       | Países Baixos              | Amare                        | Maeve                      | —                          | —                          |
| 14 de maio de 2022         | Bruxelas                   | Bélgica                    | La Madeleine                 | Maeve                      | —                          | —                          |
| 15 de maio de 2022         | Paris                      | França                     | Bataclan                     | Maeve                      | —                          | —                          |
| 17 de maio de 2022         | Edimburgo                  | Escócia                    | O2 Academy Edinburgh         | Tove Styrke Maeve          | —                          | —                          |
| 20 de maio de 2022         | Manchester                 | Inglaterra                 | O2 Apollo Manchester         | Tove Styrke Maeve          | —                          | —                          |
| 21 de maio de 2022         | Leeds                      | Inglaterra                 | The Refectory                | Tove Styrke Maeve          | —                          | —                          |
| 22 de maio de 2022         | Londres                    | Inglaterra                 | O2 Academy Brixton           | Tove Styrke Maeve          | —                          | —                          |
| 25 de maio de 2022         | Dublin                     | Irlanda                    | Olympia Theatre              | Tove Styrke Maeve          | —                          | —                          |
| Etapa 4 — América do Norte |                            |                            |                              |                            |                            |                            |
| 3 de junho de 2022         | West Hollywood             | Estados Unidos             | West Hollywood Park          | —                          | —                          | —                          |
| 11 de junho de 2022        | Miami                      | Estados Unidos             | RC Cola Plant                | —                          | —                          | —                          |
| 18 de novembro de 2022     | Cidade do México           | México                     | Autódromo Hermanos Rodríguez | —                          | —                          | —                          |

### Showscancelados
| Data                    | Cidade  | País   | Local | Motivo                                                      | Ref.  |
| ----------------------- | ------- | ------ | ----- | ----------------------------------------------------------- | ----- |
| 18 de fevereiro de 2022 | Toronto | Canadá | Rebel | Restrições governamentais por conta da pandemia de COVID-19 | [ 4 ] |